# Zeche Lucia
Die Zeche Lucia ist ein ehemaliges Steinkohlenbergwerk im Bochumer Stadtteil Linden. Das Bergwerk war auch unter dem Namen Zeche Lucia et Nebenbanck bekannt und hat eine über hundertjährige Bergwerksgeschichte.

## Geschichte

### Die Anfänge
Im Jahr 1750 wurde der Schürfschein zur Erkundung des Feldes ausgestellt. Noch im selben Jahr wurde aus Deimkes-Siepen der querschlägige Lucia-Oberstollen angelegt. Mit diesem Stollen sollte das Flöz aufgeschlossen werden. Die Auffahrung erfolgte in nördlicher Richtung zwischen Am Schamberge und Im Ostholz. Der Stollen musste komplett durch Gestein aufgefahren werden. Im Jahr 1751 war der Oberstollen bereits 56 Meter lang. Das Flöz wurde angefahren und streichend ausgerichtet. Zu diesem Zeitpunkt wurde eine Mutung eingelegt. Am 4. März des Jahres 1752 wurde ein Längenfeld verliehen. Die Verleihung der Abbaurechte erfolgte an die Gewerken Johann Dietrich Altenscheid, Dietrich Heinrich Hestermann, Carl Johann Holtkamp, Heinrich Jürgen Commander und Röttger Schawacht. Im Anschluss an die Verleihung wurde mit dem Abbau begonnen und ein Schacht bis auf das Flöz abgeteuft. In den Jahren 1754 bis 1764 war das Bergwerk in Betrieb. Im Jahr 1769 wurde auch in der Nebenbank abgebaut. Das Bergwerk hatte aber Absatzprobleme und so häuften sich im Laufe der Zeit die Haldenbestände an Steinkohle an. Wegen schlechter Bewetterung und dem daraus resultierenden Wettermangel wurde das Bergwerk am 16. Juni des Jahres 1784 außer Betrieb genommen. Am 16. Juni desselben Jahres wollte der Leiter des märkischen Bergamtsbezirkes, der Freiherr vom Stein das Bergwerk befahren. Die Befahrung konnte aufgrund der Bewetterungsprobleme nicht stattfinden. Vom Stein bemängelte in seinem Protokoll den schlechten wettertechnischen Zustand des Bergwerks. Seiner Auffassung nach sollten die Probleme mit der Bewetterung spätestens dann behoben werden, wenn das Bergwerk seine Haldenvorräte abgebaut hatte.

### Die weiteren Jahre
Im Jahr 1796 wurde eine Störungszone angefahren, zusätzlich kam es erneut zu Wettermängeln, sodass der Abbau eingestellt wurde. Im Jahr 1797 wurden mit dem Oberstollen fünf Flöze aufgeschlossen. Noch im selben Jahr wurde beim Bergamt ein Antrag auf eine Abbaugenehmigung gestellt. Etwa um das Jahr 1800 erging ein Gerichtsbeschluss, der die aufgeschlossenen Flöze dem St. Mathias Erbstollen zusprach. Aufgrund dieses Gerichtsbeschlusses wurde das Bergwerk in Fristen gelegt. Ab dem Jahr 1807 wurde das Bergwerk wieder in Betrieb genommen. Im Jahr 1807 wurde im Oberstollen von den Bergleuten des St. Mathias Erbstollens abgebaut. Die Arbeiten im Oberstollen wurde im Jahr 1830 beendet, der Stollen verfiel im Anschluss daran. Der querschlägige Lucia-Tiefe-Stollen wurde noch im selben Jahr angesetzt. Der Ansatzpunkt des Stollens befand sich im unteren Deimkes-Siepen 293 Meter südwestlich vom Oberstollen. Der Stollen wurde neun Meter tiefer angesetzt als der Oberstollen. Im darauffolgenden Jahr wurde ein Schiebeweg durch den Rauendahler Siepen angelegt. Dieser Schiebeweg führte vom Bergwerk bis zur Rauendahler Niederlage an der Ruhr. Im selben Jahr wurde mit der Förderung begonnen. Im Jahr 1838 wurde das Grubenfeld der Zeche Lucia durch einen Stollenquerschlag der Zeche Hasenwinkel-Himmelscroner Erbstolln gelöst. Ermöglicht wurde dies, weil der Erbstollen die Flöze der Zeche Lucia unterfahren hatte. Der Stollenquerschlag führte bis zum Schacht Constanz August und ermöglichte so eine tiefere Lösung des Grubenfeldes. Im selben Jahr wurde ein tonnlägiger Förderschacht geteuft. Der Schacht wurde im Flöz Präsident bis auf den Erbstollen geteuft und ermöglichte dadurch den Aufschluss weiterer Kohlenvorräte. Der Förderschacht, der als Göpelschacht bezeichnet wurde, ging im Jahr 1839 in Förderung. In diesem Jahr wurde bis zur Ruhr die Pferdebahn der Zeche Hasenwinkel-Himmelscroner Erbstolln genutzt. Im Jahr 1841 wurde eine teilweise Vereinigung mit der Zeche Kirschbaum zu Kirschbaum & Lucia durchgeführt. Im Jahr 1851 wurde die Zeche Lucia stillgelegt.

## Förderung und Belegschaft
Die ersten bekannten Belegschaftszahlen stammen aus dem Jahr 1754, damals waren acht Bergleute auf der Zeche beschäftigt. Die ersten bekannten Förderzahlen stammen aus dem Jahr 1774, zu dieser Zeit wurden pro Tag 25 Ringel Steinkohle gefördert. Im Jahr 1836 wurden 12.908 ¼ preußische Tonnen Steinkohle gefördert. Im Jahr 1840 lag die Förderung bei rund 8000 Tonnen Steinkohle. Im Jahr 1842 wurden von 80 Bergleuten 7447 Tonnen Steinkohle gefördert. Die maximale Förderung wurde im Jahr 1847 erbracht. In diesem Jahr wurden 9932 Tonnen Steinkohle gefördert. Die letzten bekannten Förderzahlen des Bergwerks stammen aus dem Jahr 1850, in diesem Jahr wurden 308 Tonnen Steinkohle gefördert.